# Predictor-correctormethode
In de numerieke analyse zijn predictor-correctormethoden algoritmen om gewone differentiaalvergelijkingen op te lossen. De methoden werden ontwikkeld door Milne.
Al dergelijke algoritmen verlopen in twee stappen:
1. De eerste stap, de "predictor"-stap, gaat uit van een functie die is aangepast aan de functiewaarden en afgeleiden in een voorafgaande set punten, en bepaalt (voorspelt) door extrapolatie de waarde van deze functie in een volgend, nieuw punt.
2. De volgende stap, de "corrector"-stap, verfijnt de eerste benadering door de voorspelde waarde van de functie te gebruiken samen met een andere methode om de waarde van die onbekende functie in hetzelfde volgende punt te verbeteren (corrigeren).

## Voorbeeld
Beschouw de differentiaalvergelijking:
{\displaystyle {\frac {\mathrm {d} x}{\mathrm {d} t}}=f(x,t)}
met beginvoorwaarde:
{\displaystyle x(t_{0})=x_{0}}
en benader de oplosing met stapgrootte {\displaystyle h}.
De beginvoorwaarde levert de startwaarde {\displaystyle x_{0}=x(t_{0})} voor de iteratie.
In de predictorstap kan nu een voorspelling {\displaystyle {\tilde {x}}_{n+1}} gedaan worden met behulp van bijvoorbeeld de methode van Euler:
{\displaystyle {\tilde {x}}_{n+1}=x_{n}+h\,f(x_{n},t_{n})}
Door in de correctorstap de trapeziumregel te gebruiken ontstaat de verbeterde benadering:
{\displaystyle x_{n+1}=x_{n}+{\tfrac {1}{2}}h\,{\big (}f(x_{n},t_{n})+f({\tilde {x}}_{n+1},t_{n+1}){\big )}}
Afwisselend toepassen van de predictor- en de correctorstap levert een snelle en doelmatige oplossing van de differentiaalvergelijking. De methode is sneller en nauwkeuriger dan de Runge-Kuttamethode.